# Čadska napredna stranka
Čadska napredna stranka (fra. Parti Progressiste Tchadien ili PPT) je prva afrička politička stranka osnovana u Čadu. Ogranak je stranke zvane Afrički demokratski skup. Pod ovim imenom postojala je od 1947. do 1973. godine.
Njen osnivač je Gabriel Lisette, crnački vođa rođen u Panami. Kad je nakon Drugog svjetskog rata počeo proces dekolonizacije Afrike, ova stranka se borila za nezavisnost Čada. Na izborima 1957. i 1959. godine osvojili su većinu mjesta u skupštini. Nakon što je Čad postao neovisan 1960. godine, Lisette je odstupio i na mjesto predsjednika je izabran Francois Tombalbaye.
On je prognao Lisettea, te je njegova stranka postala jedina legalna u državi. Bili su naklonjeni kršćanima i animistima s juga, što muslimansko stanovništvo nije odobravalo pa je od 1965. do 1979. trajao građanski rat. Godine 1973. Tombalbaye je promijenio ime stranke, ali je ubrzo svrgnut s vlasti i ubijen. Stranka je nakon dolaska nove vlasti odmah zabranjena.